# 옥살산 칼슘
옥살산칼슘(Calcium oxalate)은 화학식 CaC
2O
4을 갖는 옥살산의 칼슘염이다. 수화물 CaC
2O
4·nH
2O을 이루며 여기서 n은 1~3까지 다양하다. 무수 형태와 모든 수화물 형태가 무색이거나 백색이다.

## 의학적 중요성
옥살산칼슘은 흡입 시 따끔거림과 마비를 유발할 수 있고 심지어는 치명적일 수 있다.

### 신장결석
신장결석의 약 76%가 부분적으로 또는 온전히 옥살산칼슘 유형이다. 소변이 지속적으로 칼슘과 수산염으로 포화될 때 형성된다. 전 세계 1~15%의 사람들이 어느 시점에서 신장결석의 영향을 받는다. 2015년, 이로 인해 전 세계적으로 약 16,000명의 사망자를 냈다.

## 산업 분야
옥살산칼슘은 세라믹 유약(ceramic glaze) 제조에 사용된다.

## 같이 보기
- 옥살산